# Priming (Bodenkunde)
In der Bodenkunde versteht man unter dem Priming-Effekt die Veränderung des Abbau- bzw. Mineralisationsprozesses von organischer Bodensubstanz nach der Zugabe von Substraten. Der Abbauvorgang kann gesteigert werden (positiver Priming-Effekt), indem ein leichtabbaubares Substrat (z. B. Glukose) zugegeben wird. Man spricht dann von einem kometabolischen Effekt. Durch Zugabe eines hemmenden Stoffes ist ebenso eine Minderung des Abbaus möglich (negativer Priming-Effekt).
In der landwirtschaftlichen Praxis wird für den Priming-Effekt meist Schwefelsaures Ammoniak eingesetzt. Ammoniumdünger regen die Stickstoffnachlieferung aus dem Humus-Pool an.